# Grube Bindweide
Die Grube Bindweide ist ein Besucherbergwerk in Steinebach/Sieg im Landkreis Altenkirchen und ein Geopunkt des Nationalen GeoParks Westerwald-Lahn-Taunus.

## Gangmittel
Im „Bindweider-Schutzbacher Gangzug“ wurden folgende Gangmittel durch die Grube Bindweide bebaut:
- Westliches Hauptmittel (118 m lang, 0,5 m mächtig)
- Östliches Hauptmittel (115 m lang, 8 m mächtig)
- Junge Bindweider Mittel (40 m lang, 2 m mächtig)
- Neues Bindweider Hauptmittel (178 m lang, 6 m mächtig)[1]

## Geschichte
Die Geschichte dieser Grube geht auf das Jahr 1837 zurück. Damals erfolgte die Mutung des Grubenfeldes. Doch bereits um 1810 wurde ein Tiefer Stollen im Gebiet angesetzt. Im Jahre 1852 wurden die Bergrechte verliehen und 1864 begann der Bergbaubetrieb im Stollen. Schon 1853 erwarb Theodor Stein die Grube. Ein schweres Grubenunglück ereignete sich 1872. Bei einem Wassereinbruch starben acht Bergleute sowie sechs Helfer einer Rettungsmannschaft.
1880 ging man zum Tiefbau über und erreichte später eine Teufe von 550 m. Schacht I wurde ab 1880 angelegt, hatte eine Größe von 3,94 × 2,55 m und eine Teufe von 535 m. 1882 wurde bei einer Teufe von 136 m das Erz über die 50-m-Sohle abgebaut. Nach der Stilllegung wurde er nicht verfüllt. Sein Förderturm wurde im Herbst 1964 abgerissen.
Ab 1882 fuhr eine Schmalspurbahn zwischen der Grube und Scheuerfeld. Ab 1883 erfolgte der Abbau des Erzes mithilfe von Pressluft und bis 1912 wurde die Förderung von Pferdefuhrwerken durch den Tiefen Stollen erledigt. Im Januar 1913 eröffnete man eine Förder- und Aufbereitungsanlage, der Anschluss an die Westerwaldbahn wurde eröffnet. 1928 folgte eine neue Trocken-Spataufbereitung. Durchschnittlich 600 Belegschaftsmitglieder hatte die Grube, 1890/91 waren es sogar 860, zuletzt waren es 317. Ab 1904 wurde Schacht II angelegt und ab 1909 in Betrieb genommen. Er erreichte eine Teufe von knapp 500 m. 1961 wurde sein Förderturm abgerissen.
Gefördert wurde vor allem Eisenglanz, daneben auch Spat- und Brauneisenstein. 1869 betrug die Jahresförderung 7.393 t Erz, 1880 waren es bereits 26.142 t Brauneisenstein und Eisenglanz sowie 218 t Spateisenstein. Bereits 1889 erreichte man eine Förderung von 99.491 t Eisenglanz und Brauneisenstein sowie 14.912 t Spateisenstein. Die Monatsförderung lag bei maximal 10.000 t. Insgesamt förderte man 5.123.810 t Eisenstein. Am 30. September 1931 wurde der Betrieb eingestellt, aber wegen der Restvorräte von ca. 11 Mio. t wurde die Grube als Reservebergwerk geführt. Daher war es möglich, die Grube Bindweide in ein Besucherbergwerk umzubauen. Dies geschah ab 1981. Im Jahre 1986 wurde das Besucherbergwerk eröffnet. Im Juni 2006 wurde die 300.000-Besucher-Grenze überschritten.
Im Jahr 2013 wurden die Ausstellungsräume grundlegend überarbeitet und modernisiert, eine neue Grubenschmiede errichtet und in 500 m Entfernung vom historischen Ort eine Kopie des Fördergerüstes als Aussichtsturm errichtet. Die Einweihung war im Mai 2014.

### Konsolidationen
Die Grube Eintracht bei Steinebach wurde am 26. November 1853 gemutet. Ein Oberer Stollen lag 40 m über dem Tiefen Stollen der Grube Bindweide. 1880 wurden 1836 t Brauneisenstein und Eisenglanz gefördert. Das Gangmittel der Grube war 50–80 m lang und 0,5–2 m mächtig.
Die Grube Eselskopf bei Steinebach förderte bis 1906 knapp 25.000 t Spateisenstein. Ab 1866 wurde eine Tiefbauanlage angelegt, die im gleichen Jahr 40 m Teufe erreichte, die Gesamtteufe betrug später 115 m.
Zur Grube Hercules bei Steinebach gehörte ein 450 m lange Pingenzug und 1835 wurde das Grubenfeld gemutet. 1880 betrug die Förderung 2177 t Brauneisenstein und Eisenglanz. Gangmittel waren:
- Hercules (60–80 m lang, 0,6 m mächtig)
- Aurora (90–130 m lang, 0,5 m mächtig)
- Emanuel (60–70 m lang, 0,4–0,5 m mächtig)

Die Grube Hochacht bei Rosenheim (Westerw) war zwischen 1881 und 1906 in Betrieb und förderte mit bis zu 150 Bergleuten knapp 150.000 t Eisenglanz. 1870 wurde ein Schacht bis auf 260 m angelegt. Ein neuer Maschinenschacht ging bis auf die Stollensohle, die Gesamtteufe der Grube lag bei 289 m, auf denen acht Sohlen verteilt waren. Maximal 150 Bergleute zählte Hochacht. 1884 erfolgte eine Konsolidation mit den Gruben Theodor II und Mathilde II.